# Clausiliidae
Famille
Les Clausiliidae sont une famille de petits gastéropodes terrestres à coquille majoritairement senestre.

## Description
Le groupe est composé de petits gastéropodes terrestres, mesurant le plus souvent entre 9 et 20 mm. La coquille peut compter jusqu'à dix-huit tours, souvent sculptée de nervures radiales.
Les Clausiliidae n'ont pas d'opercule mais une lame mobile, le clausilium, qui permet de fermer l'ouverture.

## Listes des genres
Selon World Register of Marine Species (8 juin 2018) :
- genre Acanthophaedusa H. Nordsieck, 2007
- genre Acrotoma O. Boettger, 1881
- genre Agathylla H. Adams & A. Adams, 1855
- genre Akramowskia H. Nordsieck, 1975
- genre Albinaria Vest, 1867
- genre Alinda H. Adams & A. Adams, 1855
- genre Alopia H. Adams & A. Adams, 1855
- genre Ambiguella H. Nordsieck, 2007 †
- genre Andinia Poliński, 1922
- genre Andiniastra H. Nordsieck, 2005
- genre Andiniella Weyrauch, 1958
- genre Armenica O. Boettger, 1877
- genre Baboria Cossmann, 1898 †
- genre Bacillophaedusa Grego & Szekeres, 2011
- genre Balea Gray, 1824
- genre Barcania R. Brandt, 1956
- genre Bathyptychia Lindholm, 1925
- genre Bequaertinenia Weyrauch, 1964
- genre Bitorquata O. Boettger, 1877
- genre Boettgeria Heynemann, 1863
- genre Bofilliella Ehrmann, 1927
- genre Brevinenia Neubert & H. Nordsieck, 2005
- genre Canalicia O. Boettger, 1863 †
- genre Carinigera Möllendorff, 1873
- genre Caspiophaedusa Lindholm, 1924
- genre Castanophaedusa Páll-Gergely & Szekeres, 2017
- genre Celsiphaedusa H. Nordsieck, 2001
- genre Changphaedusa Motochin & Ueshima, 2017
- genre Charpentieria Stabile, 1864
- genre Clausilia Draparnaud, 1805
- genre Cochlodina A. Férussac, 1821
- genre Columbinia Poliński, 1924
- genre Constricta O. Boettger, 1877 †
- genre Cotyorica Grego & Szekeres, 2017
- genre Cristataria Vest, 1867
- genre Cyclonenia H. Nordsieck, 1999
- genre Cylindronenia Ehrmann, 1949
- genre Cylindrophaedusa O. Boettger, 1877
- genre Dautzenbergiella Lindholm, 1924
- genre Delima W. Hartmann, 1842
- genre Dextrospira Hrubesch, 1965 †
- genre Dilataria Vest, 1867
- genre Disjunctaria O. Boettger, 1877 †
- genre Distortiphaedusa Grego & Szekeres
- genre Dobatia H. Nordsieck, 1973
- genre Ehrmanniella Zilch, 1949
- genre Elia H. Adams & A. Adams, 1855
- genre Emarginaria O. Boettger, 1877 †
- genre Erjavecia Brusina, 1870
- genre Eualopia O. Boettger, 1877 †
- genre Euphaedusa O. Boettger, 1877
- genre Euryauchenia H. Nordsieck, 2007
- genre Euxina O. Boettger, 1877
- genre Euxinastra O. Boettger, 1888
- genre Euxinella H. Nordsieck, 1973
- genre Filosa O. Boettger, 1877
- genre Formosana O. Boettger, 1877
- genre Fuchsiana Gredler, 1887
- genre Fusulus Fitzinger, 1833
- genre Galeata O. Boettger, 1877
- genre Garnieria Bourguignat, 1877
- genre Gonionenia Pilsbry, 1926
- genre Graciliaria Bielz, 1867
- genre Gracilinenia Poliński, 1922
- genre Graecophaedusa Rähle, 1982
- genre Grandinenia Minato & Chen, 1984
- genre Hemicena Pilsbry, 1949
- genre Hemiphaedusa O. Boettger, 1877
- genre Herilla H. Adams & A. Adams, 1855
- genre Hollabrunnella H. Nordsieck, 2007 †
- genre Idyla H. Adams & A. Adams, 1855
- genre Incaglaia Pilsbry, 1949
- genre Incania Poliński, 1922
- genre Inchoatia E. Gittenberger & Uit de Weerd, 2006
- genre Indonenia Ehrmann, 1927
- genre Inobseratella Lindholm, 1924
- genre Isabellaria Vest, 1867
- genre Julica H. Nordsieck, 1963
- genre Juttingia Loosjes, 1965
- genre Laciniaria W. Hartmann, 1842
- genre Laeviphaedusa I. M. Likharev & Steklov, 1965
- genre Laminifera O. Boettger, 1863
- genre Lampedusa O. Boettger, 1877
- genre Leuconenia H. Nordsieck, 2005
- genre Leucostigma A.J. Wagner, 1919
- genre Likharevia H. Nordsieck, 1975
- genre Liparophaedusa Lindholm, 1924
- genre Loosjesia H. Nordsieck, 2002
- genre Macedonica O. Boettger, 1877
- genre Macrogastra W. Hartmann, 1841
- genre Macrophaedusa Möllendorff, 1883
- genre Macrophaedusella H. Nordsieck, 2001
- genre Macroptychia O. Boettger, 1877
- genre Margaritiphaedusa H. Nordsieck, 2001
- genre Medora H. Adams & A. Adams, 1855
- genre Megalauchenia H. Nordsieck, 2007
- genre Megalophaedusa O. Boettger, 1877
- genre Mentissa H. Adams & A. Adams, 1855
- genre Mentissella H. Nordsieck, 1973
- genre Mentissoidea O. Boettger, 1877

## Liste des sous-familles
D'après la nouvelle taxonomie des gastéropodes de Bouchet & Rocroi, la liste des sous-familles et des tribus est la suivante :
sous-famille Clausiliinae Gray, 1855
- tribu Clausiliini Gray, 1855 - synonyme: Fusulinae Lindholm, 1924
- tribu Gracillariini H. Nordsieck, 1979

sous-famille Alopiinae A. J. Wagner, 1913
- tribu Alopiini A. J. Wagner, 1913
- tribu Cochlodinini Lindholm, 1925 (1923) - synonyme: Marpessinae Wenz, 1923
- tribu Delimini Brandt, 1956 - synonyme: Papilliferini Brandt, 1961 (n.a.)
- tribu Medorini H. Nordsieck, 1997
  - genre Agathylla H. & A.Adams, 1855
  - genre Albinaria Vest, 1867
  - genre Inchoatia Gittenberger & Uit de Weerd, 2006
  - genre Lampedusa
    - espèce Lampedusa imitatrix Boettger, 1879
    - espèce Lampedusa melitensis Caruana Gatto, 1892
    - espèce Lampedusa lopadusae

  - genre Leucostigma A. J. Wagner, 1919
  - genre Medora H. & A. Adams, 1855
  - genre Muticaria Lindholm, 1925
    - espèce Muticaria macrostoma (Cantraine, 1835)
    - espèce Muticaria neuteboomi (Beckmann, 1990)
    - espèce Muticaria syracusana (Philippi, 1836)

  - genre Strigilodelima A. J. Wagner, 1924
- tribu Montenegrinini H. Nordsieck, 1972

sous-famille Baleinae A. J. Wagner, 1913 - synonymes: Laciniariini H. Nordsieck, 1963; Tristaniinae Schileyko, 1999
sous-famille † Constrictinae H. Nordsieck, 1981
sous-famille Garnieriinae C. Boettger, 1926
- tribu Garnieriini C. Boettger, 1926
- tribu Tropidaucheniini H. Nordsieck, 2002

sous-famille † Eualopiinae H. Nordsieck, 1978
- tribu † Eualopiini H. Nordsieck, 1978[3]
- tribu † Rillyini H. Nordsieck, 1985[4]

sous-famille Laminiferinae Wenz, 1923
sous-famille Mentissoideinae Lindholm, 1924
- tribu Mentissoideini Lindholm, 1924 - synonyme: Euxininae I. M. Likharev, 1962
- tribu Acrotomini H. Nordsieck, 1979
- tribu Boettgeriini H. Nordsieck, 1979
- tribu Euxinellini Neubert, 2002
- tribu Filosini H. Nordsieck, 1979
- tribu Olympicolini Neubert, 2002
- tribu Strigileuxinini H. Nordsieck, 1994
- tribu Strumosini H. Nordsieck, 1994

sous-famille Neniinae Wenz, 1923 - Neniastrinae H. B. Baker, 1930
sous-famille Phaedusinae A. J. Wagner, 1922
- tribu Phaedusini A. J. Wagner, 1922
- tribu Megalophaedusini Zilch, 1954 - synonyme: Zaptyxini Zilch, 1954

sous-famille Serrulininae Ehrmann, 1927